# 마르코 윌리한눅셀라
마르코 유하니 윌리한눅셀라(핀란드어: Marko Juhani Yli-Hannuksela, 1973년 12월 21일~)는 핀란드의 레슬링 선수, 지도자이다. 2000년 하계 올림픽에서 남자 그레코로만형 웰터급 동메달을 획득했고 2004년 하계 올림픽에서 남자 그레코로만형 라이트웰터급 은메달을 획득했다. 또한 세계 레슬링 선수권 대회에서 1997년 대회에서 획득한 금메달 1개를 포함하여 메달 3개를 획득했다.